# I'm the Man (EP Anthrax)
I'm the Man è il secondo EP degli Anthrax. L'album fu pubblicato nel febbraio 1987 dalla Island Records. La band, Eddie Kramer e Paul Hammingson produssero l'album, che include il singolo I'm the Man, ritenuto uno dei primi brani rap metal. L'album è stato certificato disco di platino dalla RIAA per il milione di copie venute negli Stati Uniti d'America.

## Tracce
1. I'm the Man (Clean) – 3:03
2. I'm the Man - 3:04
3. Sabbath Bloody Sabbath (Black Sabbath cover) – 5:48
4. I'm the Man (Live) – 4:39
5. Caught in a Mosh (Live) – 5:34
6. I Am the Law (Live) – 5:48

## Formazione
- Joey Belladonna - voce
- Scott Ian - chitarra
- Dan Spitz - chitarra
- Frank Bello - basso
- Charlie Benante - batteria